# ۴ دلقک
۴ دلقک (انگلیسی: 4 Clowns) یک فیلم مستند به نویسندگی و کارگردانی رابرت یانگسون است که در سال ۱۹۷۰ منتشر شد و آخرین فیلم بلند او محسوب می‌شود. این فیلم دربارهٔ کمدی دوران صامت سینمای آمریکا است که از طریق گردآوری و گلچین فیلم‌های نادری از استن لورل، اولیور هاردی، چارلی چیس، باستر کیتون روایت می‌شود.

## بازیگران
- استن لورل
- اولیور هاردی
- چارلی چیس
- باستر کیتون
- جین آرتور
- ثیدا بارا
- اشنیتز ادواردز
- باربارا کنت
- فرانسس ریموند
- وایولا ریچارد
- کنستانس تلمج
- بیلی وست